# Rosenberg (Texas)
Rosenberg es una ciudad ubicada en el condado de Fort Bend en el estado estadounidense de Texas. En el Censo de 2010 tenía una población de 30618 habitantes y una densidad poblacional de 524,52 personas por km².

## Geografía
Rosenberg se encuentra ubicada en las coordenadas 29°32′24″N 95°48′40″O / 29.54000, -95.81111. Según la Oficina del Censo de los Estados Unidos, Rosenberg tiene una superficie total de 58.37 km², de la cual 58.23 km² corresponden a tierra firme y (0.25%) 0.15 km² es agua.

## Demografía
Según el censo de 2010, había 30618 personas residiendo en Rosenberg. La densidad de población era de 524,52 hab./km². De los 30618 habitantes, Rosenberg estaba compuesto por el 61.11% blancos, el 13.36% eran afroamericanos, el 0.57% eran amerindios, el 0.98% eran asiáticos, el 0.05% eran isleños del Pacífico, el 20.92% eran de otras razas y el 3.01% pertenecían a dos o más razas. Del total de la población el 60.32% eran hispanos o latinos de cualquier raza.

## Educación

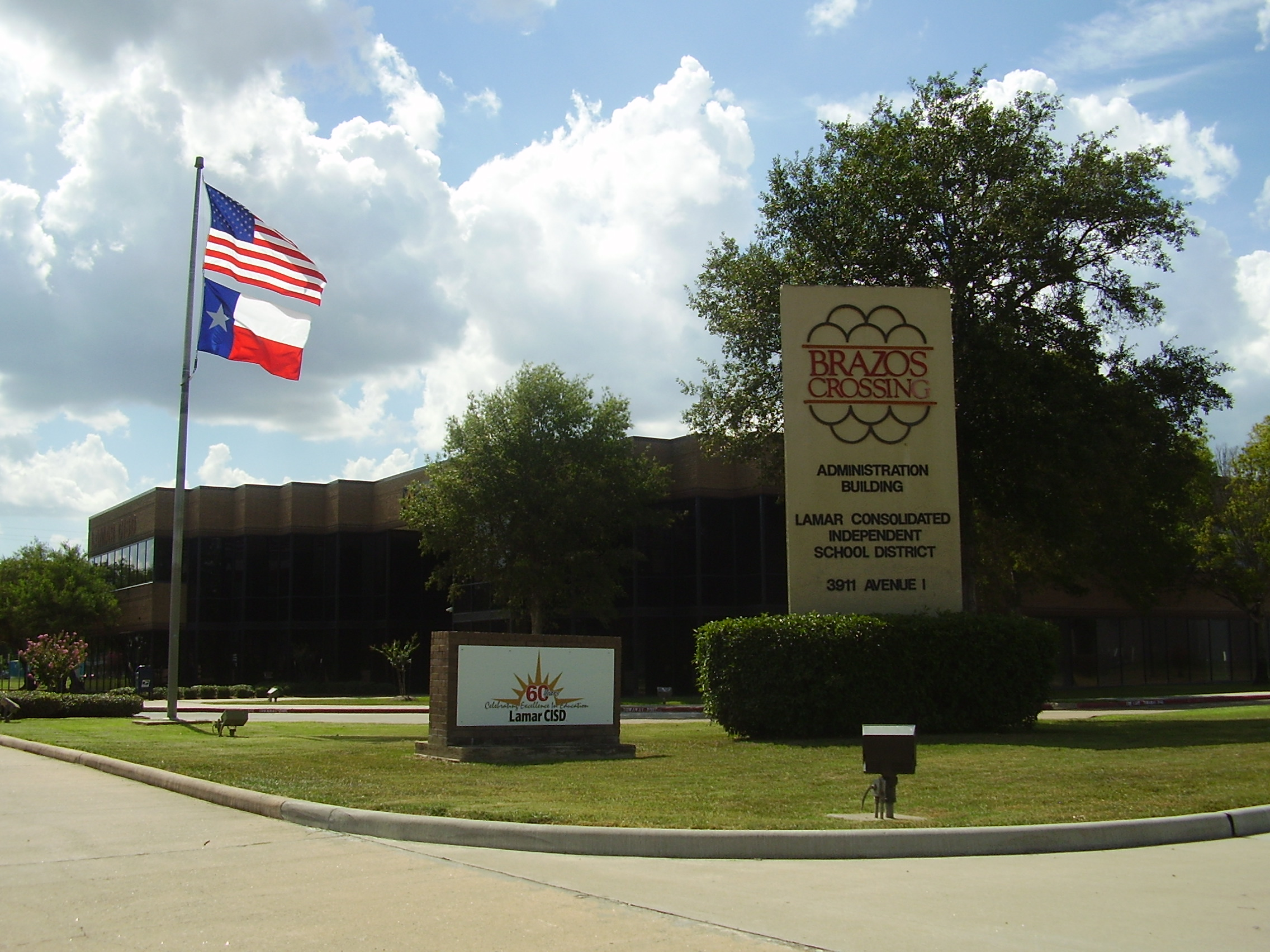
Sede administrativo del Distrito Escolar Consolidado Independiente Lamar

El Distrito Escolar Consolidado Independiente Lamar (LCISD) gestiona las escuelas públics que sirven a Rosenberg.
La Escuela Preparatoria Lamar Consolidated y la Escuela Preparatoria B. F. Terry sirven a Rosenberg.